# Zgromadzenie Zakonne Sióstr św. Katarzyny. Dom prowincjalny „Regina Coeli” w Braniewie
Zgromadzenie Zakonne Sióstr św. Katarzyny. Dom prowincjalny „Regina Coeli” w Braniewie – położony przy ul. Moniuszki w Braniewie; do 1945 dom generalny, od 16 września 1946 dom prowincjalny Polskiej Prowincji Zgromadzenia. Tu również mieszczą się wspólnoty formacyjne postulatu i nowicjatu. Klasztor jest monumentalną budowlą z dużą kaplicą, obszernym refektarzem, salą wykładową, muzeum i ogrodem z cmentarzem.

## Historia
Zgromadzenie Sióstr św. Katarzyny założone zostało przez 19-letnią Reginę Protmann w 1571 roku w Braniewie.  
W tym to roku Regina Protmann opuściła dom rodzinny i wraz z 2 dziewczętami zamieszkała w starym, opustoszałym budynku należącym do majątku ojca, nieopodal kościoła św. Katarzyny. W następnych latach założyła również domy zakonne zgromadzenia w Ornecie, Lidzbarku Warmińskim i Reszlu; i ta liczba domów zakonu utrzymywała się do połowy XIX wieku.   
Druga połowa XIX wieku przyniosła na Warmii prawdziwy rozkwit pracy edukacyjno-wychowawczej sióstr Zgromadzenie św. Katarzyny. Funkcjonowały już nie tylko cztery pierwsze założone jeszcze przez matkę Reginę Protmann konwenty (Braniewo, Orneta, Lidzbark Warmiński i Reszel). Działalność katarzynek rozszerzała się na coraz to nowe miejscowości: Jeziorany (1852), Bisztynek (1854), Pieniężno (1856), Barczewo (1857), Dobre Miasto (1858), Biskupiec (1859), Olsztyn (1862), Frombork (1863), Tolkmicko (1868), Królewiec (1870).  
Trudne czasy kulturkampfu (1871–1878) nie powstrzymały sióstr w prowadzeniu misji edukacyjno-wychowawczej, choć brak funduszy i panujący na Warmii głód i zubożenie dawały się we znaki. Mimo tych wszystkich utrudnień katarzynki przyjmowały do przyklasztornych szkół także dziewczęta z ubogich rodzin, nie pobierając opłat za naukę. W 1866 roku, z zezwolenia biskupa warmińskiego Josepha Geritza, został utworzony w Braniewie pierwszy sierociniec, którym zajęły się również siostry ze zgromadzenia św. Katarzyny.

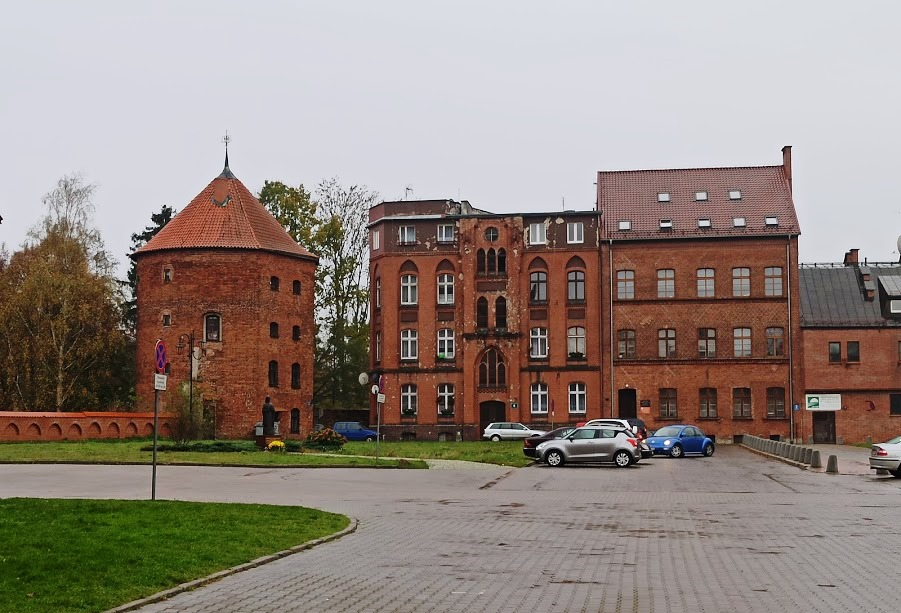
Od lewej: wieża klasztorna, dom formacyjny (1895–1896), sierociniec (1889)

Istniejący klasztor katarzynek na Starym Mieście był już dalece niewystarczający dla tak szeroko zakrojonych zamierzeń edukacyjnych. Dlatego w latach 1895–1896 po drugiej stronie ul. Klasztornej (dziś ul. bł. Reginy Protmann), naprzeciwko starego klasztoru, wybudowano drugi budynek klasztorny przeznaczony dla dwóch stopni formacyjnych: postulatu i nowicjatu. Powodem był stały wzrost liczby kandydatek wstępujących do zgromadzenia. Jednak i ten obiekt też okazał się już wkrótce niewystarczający, a ponadto jego umiejscowienie w pełnym zgiełku centrum miasta nie dawało możliwości nauki, skupienia i modlitwy, koniecznych w procesie formacyjnym. Z tego powodu na początku XX w. ówczesny Zarząd Generalny Zgromadzenia Sióstr św. Katarzyny Dziewicy i Męczennicy w Braniewie z przełożoną generalną Gaudencją (Gaudentia) Glaw postanowił wybudować nowy większy klasztor na peryferiach miasta przy ulicy Rodelshöfer Straße (Rudłowska, dziś Moniuszki), gdzie zgromadzenie posiadało ziemię i prowadziło gospodarstwo rolne na potrzeby zakonu. Ten ostatni klasztor „Regina Coeli“, wybudowany w latach 1904–1906, pozostaje do dziś domem prowincjalnym Polskiej Prowincji Zgromadzenia.

## Budowa nowego klasztoru i życie zakonne

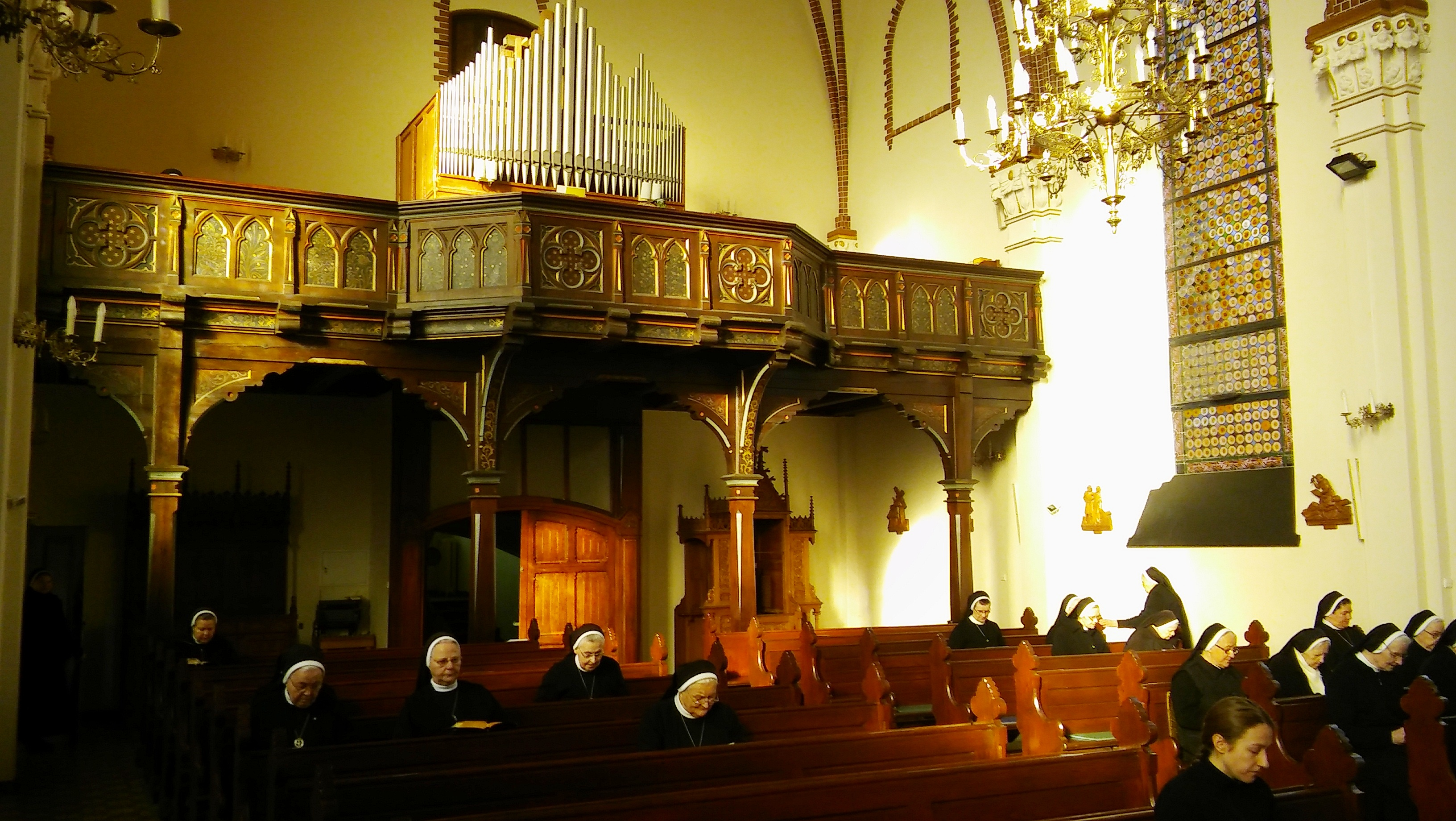
Katarzynki w kaplicy klasztornej, rok 2018

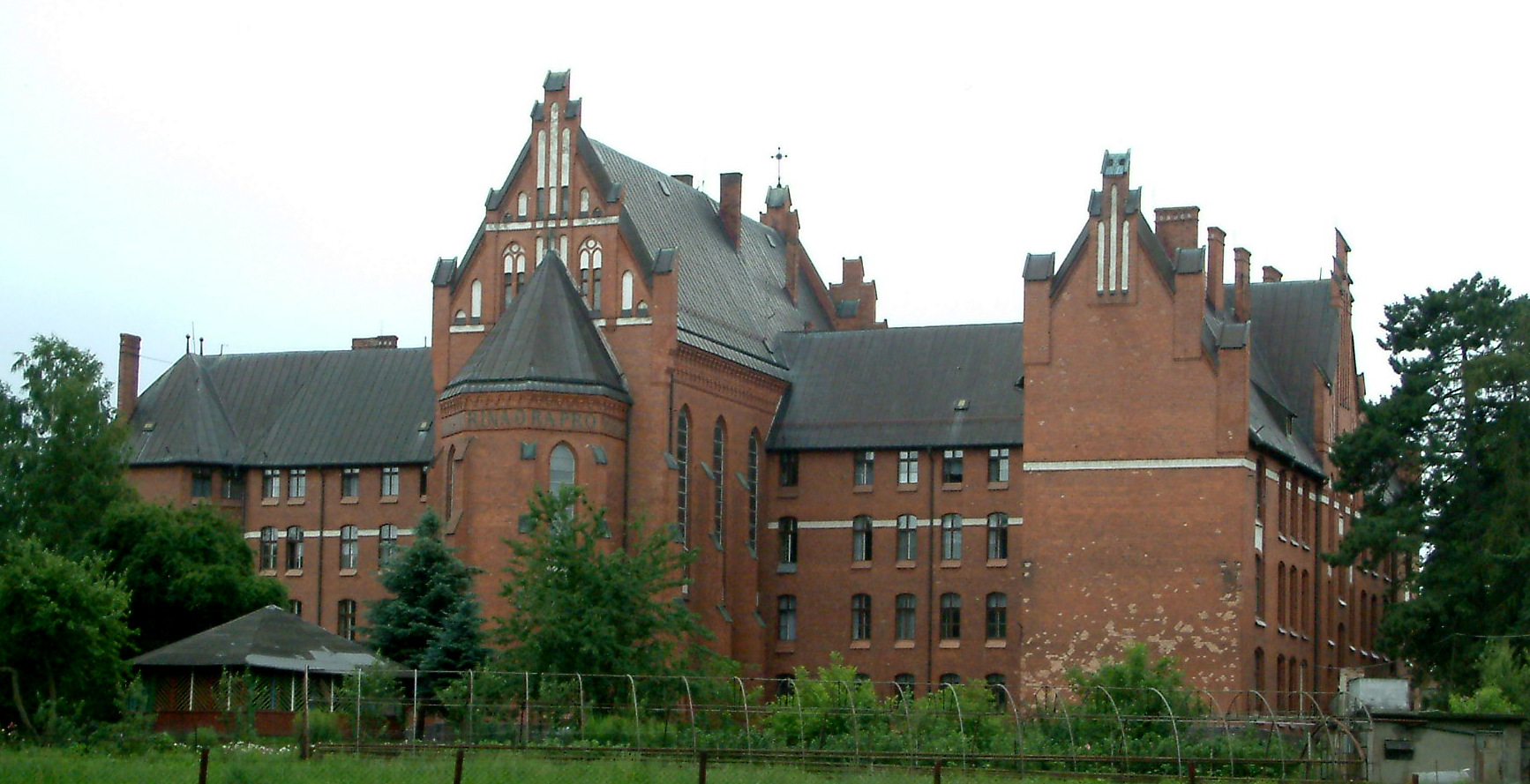
Klasztor, widok od strony ogrodu

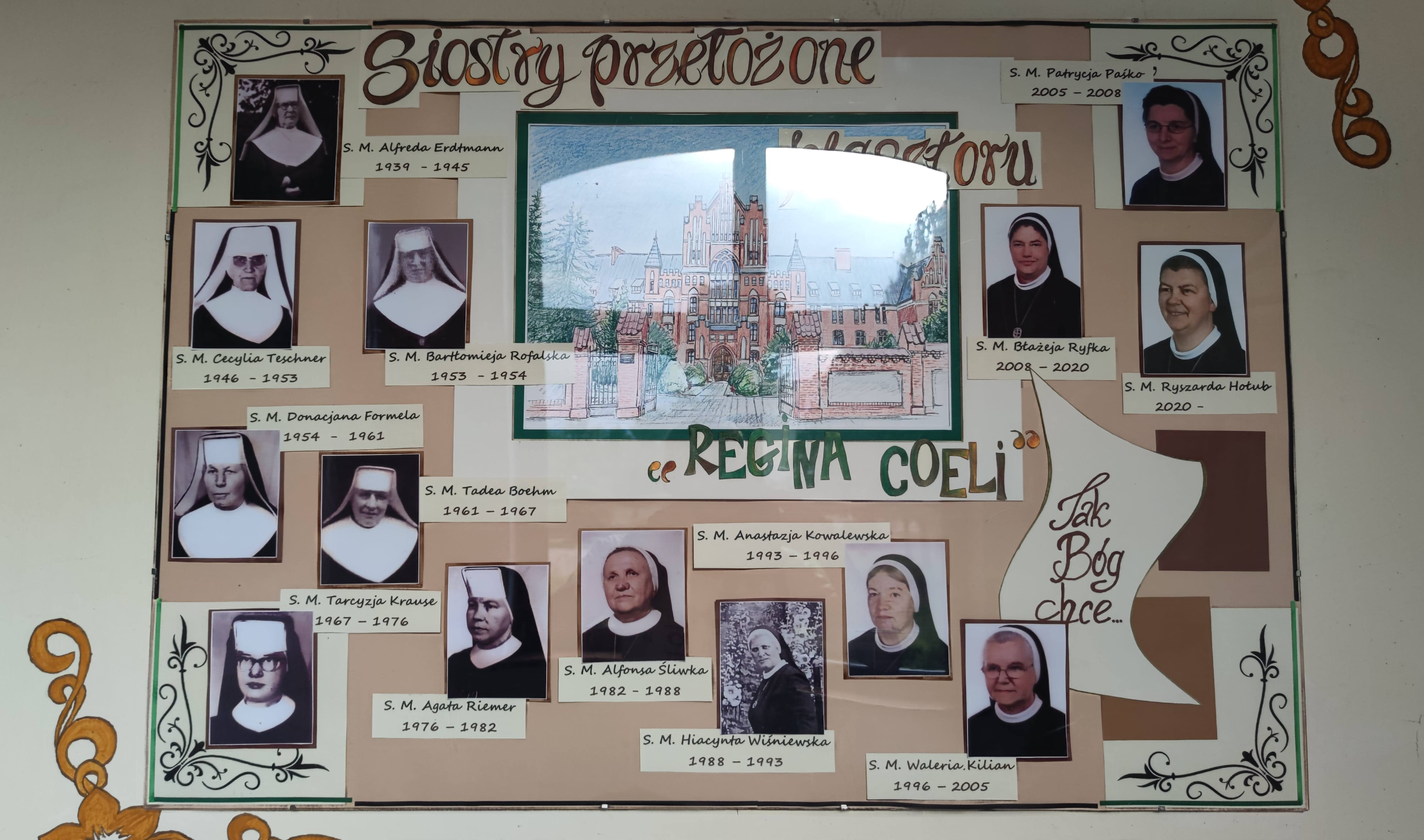
Siostry przełożone klasztoru „Regina Coeli” od 1939 roku

Budynek klasztoru jest trójkondygnacyjny, w całości podpiwniczony, nakryty stromym dachem naczółkowym. Korpus główny ma trzy ryzality: skrajne dwuosiowe trójkondygnacyjne zwieńczone szczytami schodkowymi z dekoracją blendami ostrołucznymi. Ryzalit środkowy jest flankowany po bokach wieżyczkami. Ogólna powierzchnia gmachu wynosi 1631 m², zaś kubatura 19 164 m³. 
28 marca 1904 rozpoczęto wykop pod fundament. 12 lipca dokonano uroczystego poświęcenia i wmurowania kamienia węgielnego. Aktu tego dokonał ks. kanonik Johannes Wichert z Fromborka. Po dwóch latach budowa została ukończona. 26 czerwca 1906 biskup warmiński Andreas Thiel podczas uroczystej liturgii dokonał poświęcenia nowo wybudowanego klasztoru z kaplicą. Po poświęceniu ówczesna mistrzyni nowicjatu, siostra Bernarda Pohlman, wraz z ok. 50 nowicjuszkami przeprowadziła się z ul. Klasztornej do nowego gmachu klasztoru.   
Po wybuchu I wojny światowej klasztor „Regina Coeli” został zaadaptowany na potrzeby szpitala polowego, a katarzynki zostały zatrudnione do opiekowania się chorymi. Klasztor był wypełniony po brzegi osobami rannymi i uchodźcami. Szczęśliwie samo Braniewo nie zostało doświadczone przez wojnę. Oddalenie od ważnych szlaków komunikacyjnych spowodowało, że miasto było jednym z nielicznych w Prusach Wschodnich, które ominęły działania wojenne. Po opuszczeniu klasztoru przez rannych stał się on znowu siedzibą nowicjatu, którego mistrzynią została siostra Paula Kraemer. Liczba katarzynek w Braniewie wzrastała, klasztor św. Katarzyny na ul. Klasztornej z trudem mieścił siostry, więc zadecydowano, iż dom formacyjny „Regina Coeli” przejmie część katarzynek. W 1924 powstała w klasztorze oddzielna wspólnota sióstr katarzynek z przełożoną Hubertą Matern. W 1925 przy klasztorze utworzono cmentarz klasztorny, na którym odtąd chowano zmarłe siostry. Na tym cmentarzu został również w 1938 roku pochowany wieloletni spowiednik, doradca i kierownik duchowy wielu sióstr, ks. Carl Skowroński. W 1932 ten tzw. „nowy” klasztor w Braniewie stał się siedzibą zarządu generalnego sióstr katarzynek. Później utworzono tu również archiwum generalne zgromadzenia. Do 1935 wszystkie domy zakonne sióstr katarzynek (na Warmii, Powiślu, Pomorzu i w Berlinie) podlegały bezpośrednio pod zarząd generalny zgromadzenia w Braniewie. Wiosną 1935 dokonano podziału zgromadzenia na dwie prowincje. Domy zakonne położone na Wschód od Wisły weszły w skład prowincji warmińskiej z siedzibą w Braniewie, położone na zachód od linii Wisły weszły w skład nowo utworzonej prowincji berlińskiej (za datę podziału podawany jest też rok 1934, gdyż w tym roku uzyskano zgodę Stolicy Apostolskiej na podział). W 1937 roku matką generalną zgromadzenia wybrano na kolejną kadencję Arcadię Schmalenbach, a pierwszą przełożoną nowo utworzonej prowincji warmińskiej została siostra Irmgard Fox.   

## II wojna światowa
Podczas II wojny światowej, podobnie jak podczas pierwszej, klasztor został zamieniony w szpital polowy. Wprawdzie w 1939 władze wytypowały na potrzeby lazaretu inne obiekty w Braniewie (St. Marien-Krankenhaus, budynek seminarium duchownego oraz konwikt biskupi), a dom zakonny „Regina Coeli” miał przyjmować tylko uchodźców. Ponadto przeniesiono tu oddział zakaźny ze szpitala Najświętszej Marii Panny. Z dniem 1 kwietnia 1941 roku ustanowiono klasztor rezerwowym szpitalem wojskowym. Kongregacja mogła zachować tylko po kilka cel klasztornych na poszczególnych piętrach, a resztę klasztoru udostępnić rannym żołnierzom, lekarzom i pielęgniarkom Czerwonego Krzyża. Okresowo było tu nawet 8 lekarzy i 60 pielęgniarek. Aby wyżywić wszystkich, konieczne było powiększenie kuchni klasztornej. Siostry zakonne sprawowały opiekę nad rannymi żołnierzami razem z pielęgniarkami Czerwonego Krzyża.   
Im bliżej było końca wojny, tym warunki w klasztorze stawały się dramatyczniejsze. Od 5 lutego 1945 rozpoczęły się bombardowania miasta, 10 lutego wydano rozkaz opuszczenia miasta przez ludność cywilną, klasztor zaczął pustoszeć. Po kolejnym wielkim bombardowaniu 15 lutego również siostry opuściły klasztor „Regina Coeli” i schroniły się w klasztorze św. Katarzyny (na ul. Klasztornej), gdyż tam był bezpieczniejszy schron przeciwlotniczy. Po następnych zmasowanych bombardowaniach katarzynki z przełożoną generalną matka M. Arcadią Schmalenbach ostatecznie opuściły Braniewo 24 lutego 1945 roku. Towarzyszył im ks. Andreas Bönigk, dyrektor duchowny katarzynek. W swoich bagażach oprócz najpotrzebniejszych rzeczy siostry zabrały także relikwie założycielki zakonu Reginy Protmann, które ukryły w pobliskiej wsi Mamonowo. Wiele sióstr zginęło w drodze z chorób i wyczerpania.   
Wojna przez samo Braniewo przetoczyła się względnie szybko – od pierwszego bombardowania do wyzwolenia upłynęło zaledwie 1,5 miesiąca, lecz skutki bombardowań i ostrzału artyleryjskiego były dla miasta katastrofalne. Piękne jeszcze niedawno miasto legło w gruzach (80–85% zniszczeń). Klasztor „Regina Coeli” mimo spadających dokoła bomb nie poniósł niemal żadnych strat. Budynku dosięgła tylko jedna bomba, która spowodowała pożar i zniszczenia w kaplicy. Niemniej jednak cały obiekt klasztoru został w znacznym stopniu w zawierusze wojennej zdewastowany. Ponad rok nie było sióstr katarzynek w Braniewie, które pozostawały w rozproszeniu w domach rodzinnych, w obozach pracy, w szpitalach

## Kaplica klasztorna „Regina Coeli”

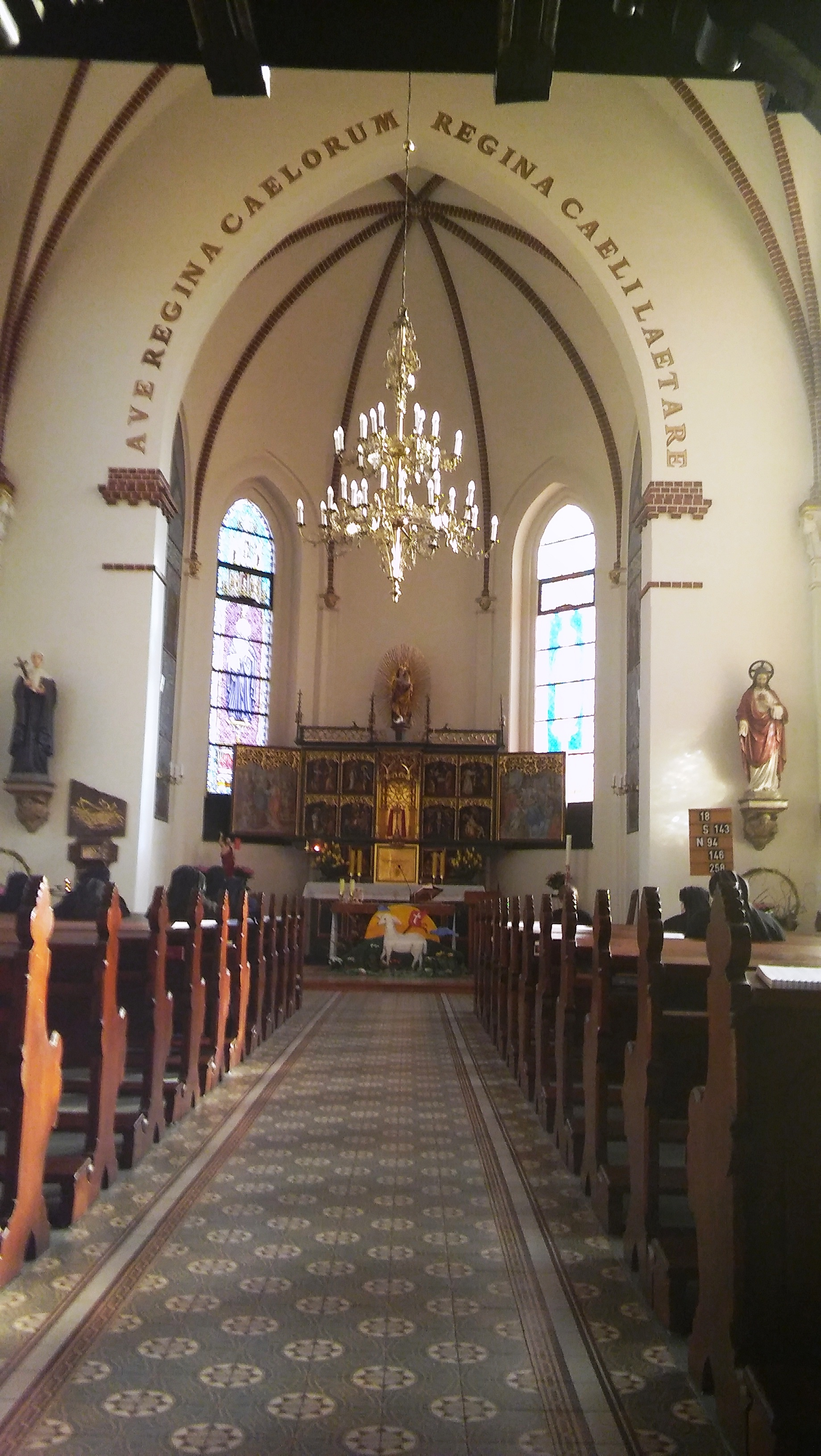
Kaplica „Regina Coeli”, w prezbiterium odzyskany historyczny ołtarz

Na piętrze klasztoru znajduje się obszerna kaplica klasztorna „Regina Coeli”. W maju 1910 zostało ukończone jej malowanie przez elbląskiego malarza Justusa Bornowskiego, w lipcu tegoż roku kaplica otrzymała ołtarz główny, który został wykonany w słynnym ze sztuki rzeźbiarskiej bawarskim mieście Oberammergau. Wykonany jest w stylu neogotyckim, szafiasty, w formie tryptyku, łączący się z mensą ołtarzową poprzez predellę. Jest on dedykowany Matce Bożej Królowej Nieba – „Regina Coeli”. 
W każdą niedzielę o godz. 7.00 w kaplicy klasztornej jest sprawowana, dostępna dla wszystkich wiernych, msza św. 

## Muzeum Zgromadzenia Zakonnego Sióstr św. Katarzyny

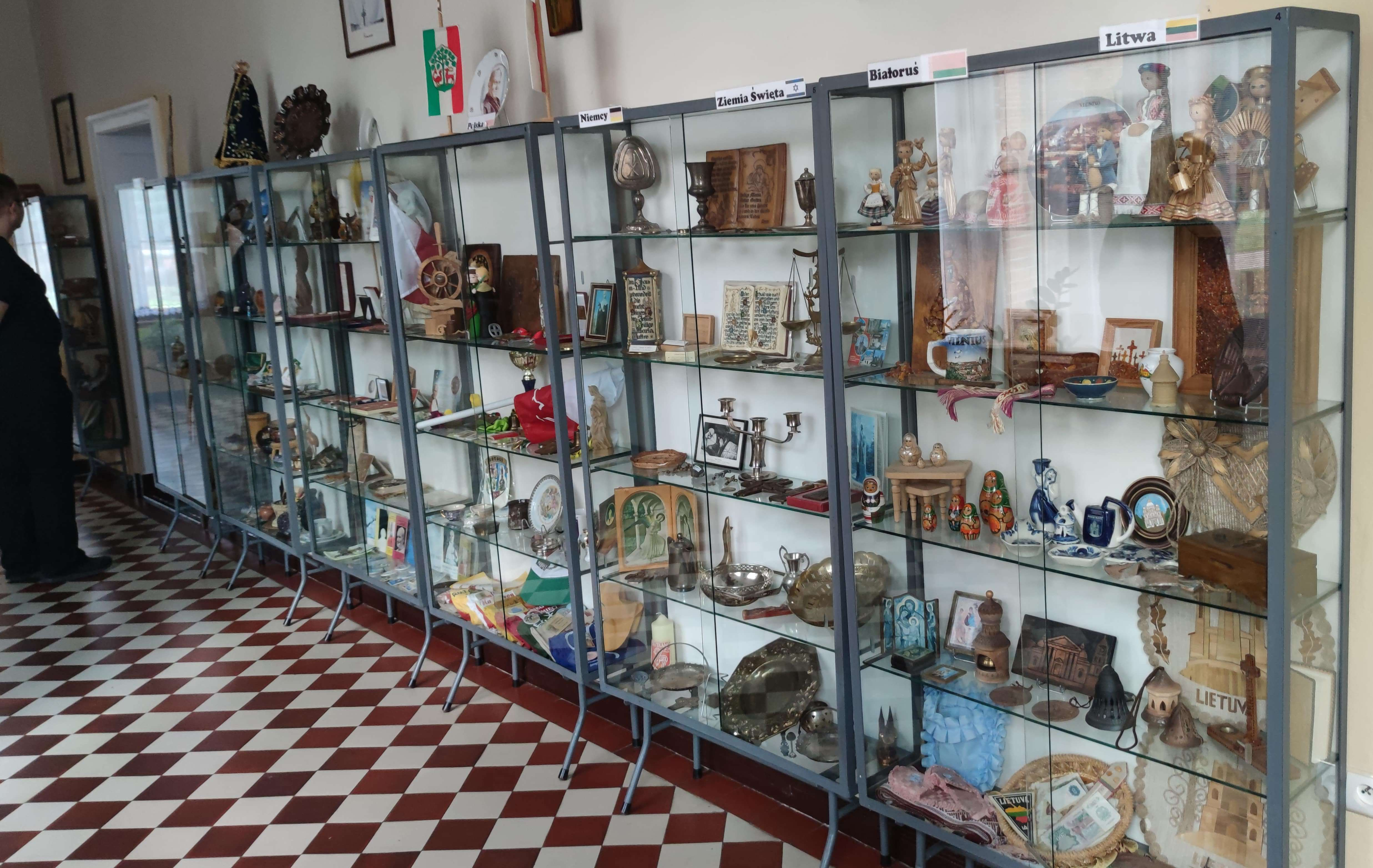
Muzeum Zgromadzenia Zakonnego Sióstr św. Katarzyny w Braniewie

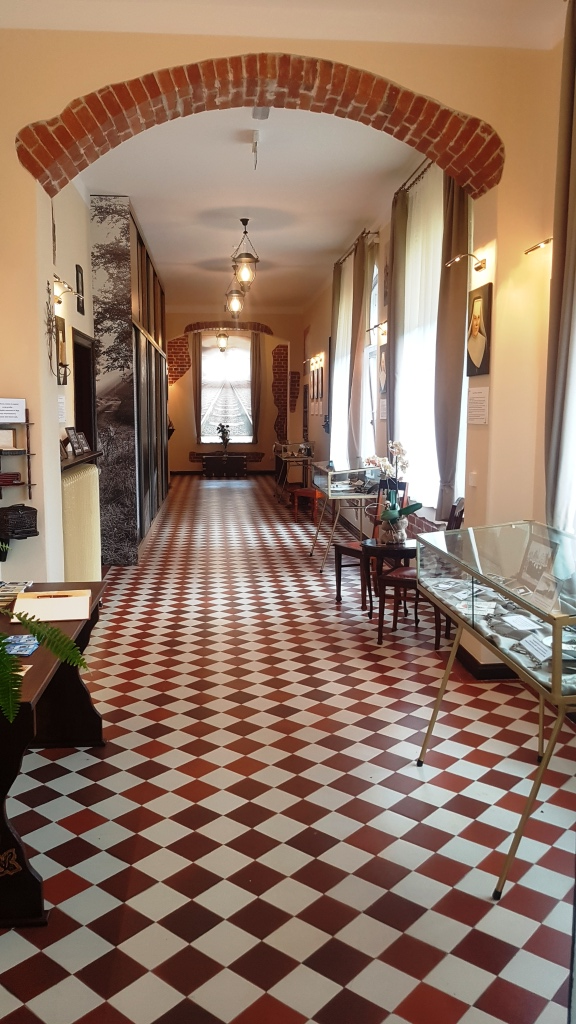
Sala pamięci 16 sióstr katarzynek Błogosławionych, ofiar II wojny światowej

Na parterze klasztoru znajdują się trzy sale muzealne poświęcone prowadzonej działalności i historii zgromadzenia. Pierwsza sala (najstarsza) zawiera eksponaty i pamiątki z krajów, w których siostry prowadzą działalność misyjną w Europie (Litwy, Rosji, Białorusi, Włoch, Niemiec), a poza Europą z Brazylii w Ameryce Południowej i z Togo w Afryce. Dwie kolejne sale muzealne zostały otwarte 25 sierpnia 2018 roku. Pierwsza z nich została poświęcona pamięci 16 sióstr zakonnych ofiar II wojny światowej, których proces beatyfikacyjny rozpoczął się na poziomie diecezjalnym w 2004 roku. Druga zawiera pozostałe pamiątki i eksponaty zakonne przedstawiające wartość muzealną i historyczną – sprzęt liturgiczny, rzeczy związane z życiem, pracą i posługą sióstr.